# نوربرت نووینی
نوربرت نووینی (مجاری: Norbert Növényi؛ زادهٔ ۱۵ مهٔ ۱۹۵۷) یک ورزشکار پیشین هنرهای رزمی ترکیبی و هنرپیشه فعلی اهل مجارستان است.
از فیلم‌ها یا برنامه‌های تلویزیونی که وی در آن نقش داشته‌است می‌توان به پرورش داده و تاکسیدرمی اشاره کرد.
وی در مسابقات کشوری و بین‌المللی در مجموع برندهٔ ۱ مدال طلا شده‌است.